# Classe Carvajal
Le fregate peruviane della classe Carvajal sono delle unità missilistiche tipo Lupo che, commissionate ai cantieri italiani sin dal 1973, entrarono in servizio tra la fine degli anni settanta e gli anni ottanta. Il Perù ha poi acquistato le Lupo italiane dopo la loro radiazione da parte della Marina Militare Italiana, immettendole in servizio nella Marina peruviana la sottoclasse Aguirre tra il 2004 e il 2006.
Le unità prendono il loro nome da eroi di guerra peruviani, in particolare della Guerra del Pacifico, combattuta dal Perù contro il Cile alla fine dell'Ottocento.

## Caratteristiche
Le prime due fregate, consegnate al Perù, tra la fine del 1978 ed il 1979, la Carvajal e la Villavisencio, furono costruite a Riva Trigoso, con modifiche, rispetto alle Lupo italiane, allo scafo e all'elettronica di bordo e anche dell'armamento missilistico, con le Lupo peruviane che vennero dotate dopo la consegna dei missili terra-aria sovietici Igla. Altra differenza rispetto alle sorelle italiane, riguarda l'hangar, che nelle unità italiane è di tipo telescopico, mentre in quelle peruviane è di tipo fisso.

Immagini del varo delle unità costruite in Italia
Il varo della capoclasse Carvajal
il varo della fregata Villavisencio

Le navi della seconda coppia, costituita dalla Montero e dalla Mariátegui entrate in servizio nel 1984 e nel 1987, vennero costruite in Perù da SIMA (Servicio Industrial de la Marina) su licenza Fincantieri. Nell'imminenza del ritiro dell'incrociatore portaelicotteri Aguirre, nel 1998, sulla Carvajal e sulla Mariátegui vennero effettuate delle modifiche al ponte di volo per potere accogliere a bordo gli elicotteri ASH-3D Sea King. Ii lavori, effettuati nei cantieri SIMA e terminati nel 1999, hanno dato alle due unità il vantaggio tattico addizionale che gli conferiscono i missili Exocet di cui sono dotati i nuovi elicotteri imbarcati.

## Tipo Aguirre
All'inizio del nuovo secolo, nell'ambito di un programma di potenziamento della propria marina denominato Proyecto Castilla, il Perù decise di acquisire le Lupo messe in disarmo dall'Italia per affiancare le unità che la marina peruviana aveva acquisito tra gli anni settanta e ottanta.

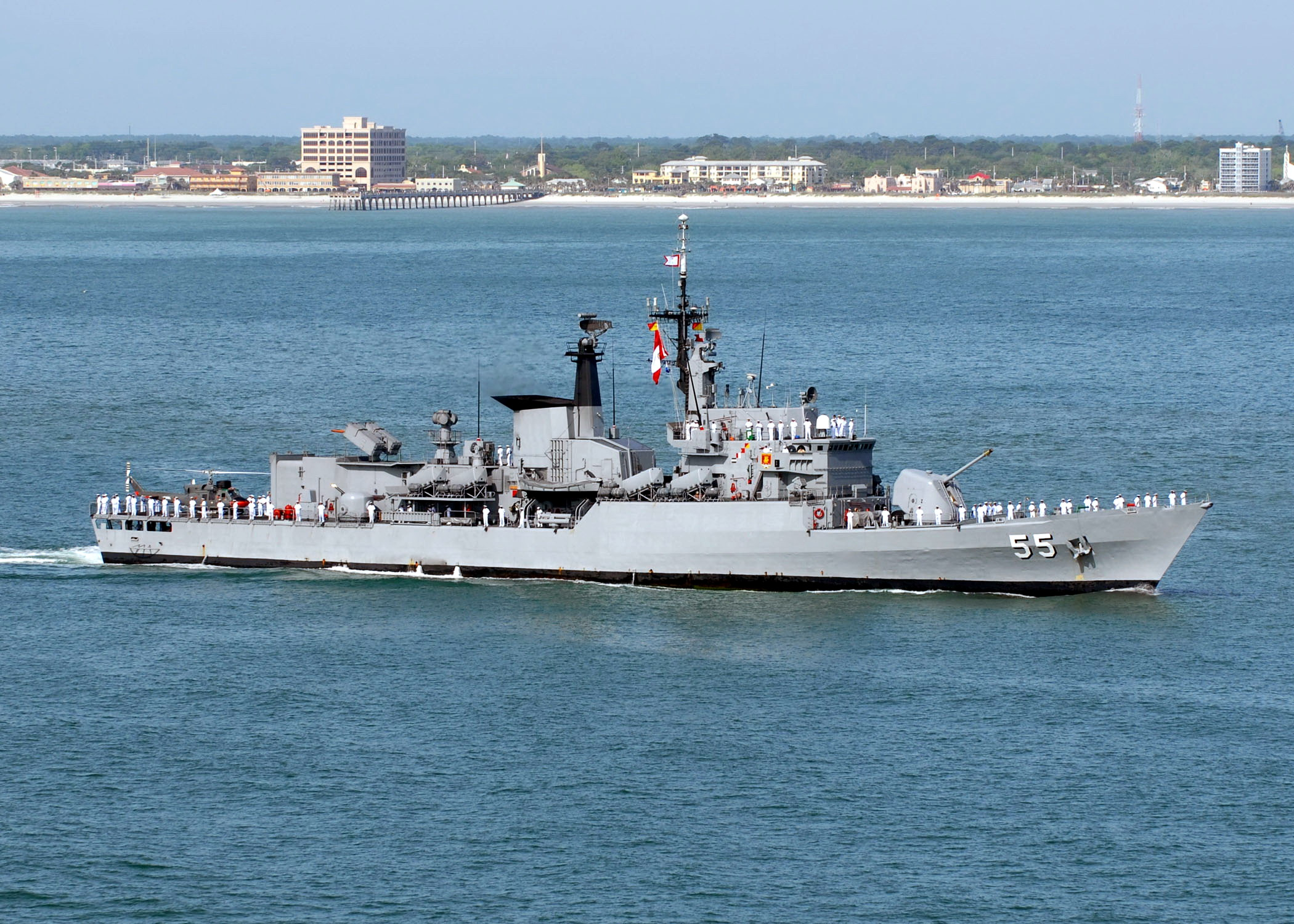
La fregata Aguirre durante l'esercitazione UNITAS 2009

Le prime unità acquisite furono Lupo e Orsa, passate alla marina peruviana il 3 novembre 2004 quando il pabellón peruviano è stato innalzato per la prima volta a La Spezia a bordo delle due unità, ribattezzate rispettivamente Palacios e Aguirre, che sottoposte a lavori di riammodernamento presso gli stabilimenti della Fincantieri, di Muggiano sotto la supervisione del personale della Marina peruviana, al termine dei lavori sono salpate da La Spezia per raggiungere la nuova base operativa di El Callao nel Pacifico. L'Aguirre sotto il Comando peruviano ha colpito con il missile Otomat un bersaglio distante 152,8 km, massima portata raggiunta in sudamerica. Nella Marina Peruviana.
Le altre due unità, Perseo e Sagittario passarono alla Marina Peruviana il 23 gennaio 2006, in una cerimonia a La Spezia e vennero ribattezzate rispettivamente Bolognesi e Quiñónes. Anche queste due unità prima di entrare in squadra sono state riammodernate in Italia dalla Fincantieri sotto la supervisione del personale della Marina peruviana. La fregata Coronel Bolognesi è entrata in servizio il 18 luglio 2006, raggiungendo la sua nuova base operativa di El Callao, proveniente da La Spezia il 18 agosto 2006. La fregata Quiñónes al termine dei lavori è partita verso la sua nuova base operativa di El Callao, dove è giunta il 22 gennaio 2007. Ad accogliere l'unità nella sua nuova base c'era anche il Presidente della Repubblica Alan García Pérez.
Le Lupo italiane costituiscono la sottoclasse Aguirre.

## Servizio
Le unità della classe Carvajal hanno preso parte al conflitto con l'Ecuador del 1995, impegnate in azioni di pattugliamento e di difesa del traffico marittimo.

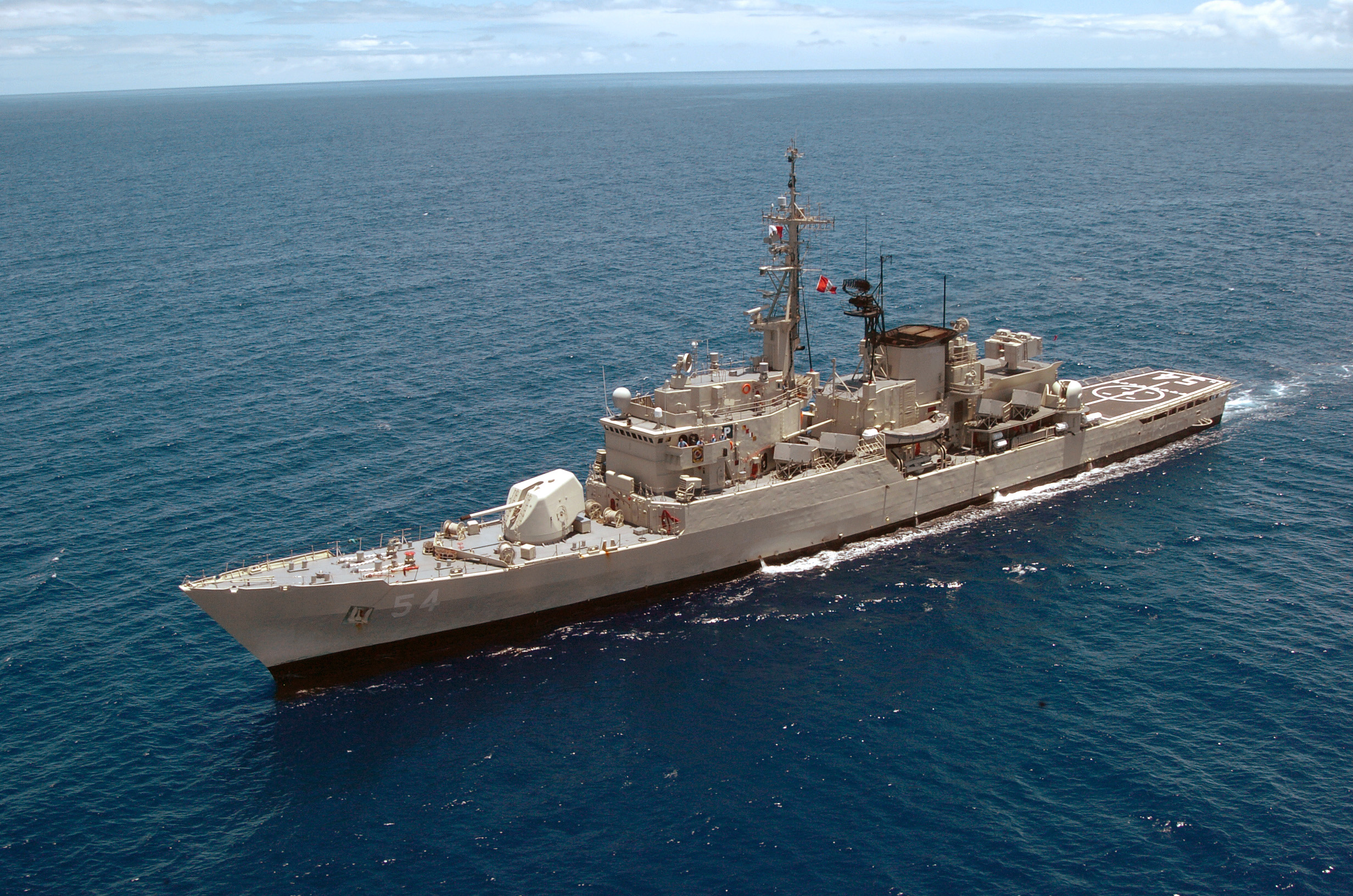
La fregata Mariategui durante l'esercitazione RIMPAC 2006

Le fregate classe Carvajal hanno partecipato poi ad importanti esercitazioni navali multinazionali. All'esercitazione RIMPAC (Rim of the Pacific), le fregate peruviane tipo Lupo partecipano insieme a forze navali degli Stati Uniti, Canada, Regno Unito, Giappone, Australia, Corea del Sud e Cile sin dal 2002 quando a parteciparvi fu la fregata Montero.
Dal 2001 la marina peruviana organizza nelle acque peruviane con la US Navy, l'esercitazione bilaterale SIFOREX (Silence for Excercises) finalizzata alla lotta ASW, alla quale le Carvajal ne prendono parte insieme a forze navali degli Stati Uniti.
Annualmente nel mese di agosto viene organizzata l'esercitazione PANAMAX. Questa esercitazione viene svolta alla scopo di poter costituire in breve tempo una forza multinazionale in grado di difendere il traffico marittimo nella zona del Canale di Panama, nel caso di un eventuale minaccia proveniente dal mare, quale potrebbe essere un eventuale attacco terroristico e di favorire la cooperazione militare tra le nazioni partecipanti. Questa forza, il cui comando è affidato alla US Navy è integrata da unità navali di Stati Uniti, Argentina, Cile, Colombia, Honduras, Repubblica Dominicana, Panama e Perù. Nel 2004, nel corso dell'esercitazione, la fregata Mariátegui ha eseguito una serie di simulazioni di difesa del Canale.
La più attesa esercitazione multinazionale a cui le fregate Carvajal prendono parte è la UNITAS nelle sue tre fasi: Fase Atlantico, Fase Caraibi e Fase Pacifico. Particolarmente importante, per la sua complessità e completezza è stata la partecipazione all'esercitazione UNITAS 45-04 in cui le Carvajal sono state impegnate in simulazioni di azioni di combattimento ASW, ASuW, AAW e di pattugliamento costiero. La partecipazione delle fregate lanciamissili della classe Carvajal a queste esercitazioni oltre agli scopi addestrativi, è anche quella di proiettare la marina peruviana nell'ambito internazionale, fortificando allo stesso tempo la presenza del Perù nell'ambito marittimo del continente americano e nel bacino del Pacifico.
La capoclasse Carvajal è stata ritirata dal servizio nel 2013 e convertita in pattugliatore oceanico con rimozione dei sistemi missilistici e consegnata alla Dirección General de Capitanías y Guardacostas, la Guardia Costiera del Peru il 26 dicembre 2013. La nave che è la più grande unità guardacoste nella storia della marina peruviana è stata ribattezzata Guardiamarina San Martín in memoria di un eroe della guerra del Pacifico. combattuta tra peruviani e cileni che nel 1880 a bordo della lancia Independencia, si è immolato di fronte a El Callao. Sembra inoltre probabile che anche una seconda fregata verrà sottoposta a lavori di trasformazione in pattugliatore oceanico.

## Unità
| Marina de Guerra del Perú - Classe Carvajal tipo Lupo | Marina de Guerra del Perú - Classe Carvajal tipo Lupo | Marina de Guerra del Perú - Classe Carvajal tipo Lupo | Marina de Guerra del Perú - Classe Carvajal tipo Lupo | Marina de Guerra del Perú - Classe Carvajal tipo Lupo | Marina de Guerra del Perú - Classe Carvajal tipo Lupo |
| Matricola                                             | Nome                                                  | Cantiere                                              | Impostazione                                          | Varo                                                  | Consegna                                              |
| ----------------------------------------------------- | ----------------------------------------------------- | ----------------------------------------------------- | ----------------------------------------------------- | ----------------------------------------------------- | ----------------------------------------------------- |
| FM-51                                                 | BAP Carvajal                                          | Cantiere navale di Riva Trigoso                       | 8 ottobre 1974                                        | 13 novembre 1976                                      | 23 dicembre 1978                                      |
| FM-52                                                 | BAP Villavisencio                                     | Cantiere navale di Riva Trigoso                       | 21 aprile 1976                                        | 7 febbraio 1978                                       | 29 giugno 1979                                        |
| FM-53                                                 | BAP Montero                                           | SIMA - El Callao                                      | 16 giugno 1976                                        | 8 ottobre 1982                                        | 29 giugno 1984                                        |
| FM-54                                                 | BAP Mariátegui                                        | SIMA - El Callao                                      | 13 agosto 1976                                        | 8 ottobre 1984                                        | 28 dicembre 1987                                      |
| FM-55                                                 | BAP Aguirre (ex-Orsa)                                 | Cantiere navale di Riva Trigoso                       | 1º agosto 1977                                        | 1º marzo 1979                                         | 3 novembre 2004                                       |
| FM-56                                                 | BAP Palacios (ex-Lupo)                                | Cantiere navale di Riva Trigoso                       | 11 ottobre 1974                                       | 29 luglio 1976                                        | 3 novembre 2004                                       |
| FM-57                                                 | BAP Coronel Bolognesi (ex-Perseo)                     | Cantiere navale di Riva Trigoso                       | 28 febbraio 1977                                      | 8 luglio 1978                                         | 23 gennaio 2006                                       |
| FM-58                                                 | BAP Quiñónes (ex-Sagittario)                          | Cantiere navale di Riva Trigoso                       | 4 febbraio 1976                                       | 22 giugno 1977                                        | 23 gennaio 2006                                       |